# Deutsche Schule Genua
Die Deutsche Schule Genua (Scuola Germanica) ist eine bilinguale, internationale Schule der interkulturellen Begegnung im zusammenwachsenden Europa, eingebunden in das weltweite Netz der deutschen Auslandsschulen, das den Schülerinnen und Schülern Mobilität, Kontinuität und Unterstützung in ihrer Ausbildung gewährleistet. Die Schule ermöglicht den direkten Zugang zu deutschsprachigen und italienischen Universitäten, aufgrund der deutschen Reifeprüfung und der italienischen Maturità, sowie zu angelsächsischen und frankophonen Universitäten nach einer entsprechenden Sprachprüfung.

## Geschichte
- 16. November 1860 evangelische Gemeinde → Projekt zur Gründung einer Schule
- 4. Oktober 1869 Gründung der Schule
- 1871 Umzug nach Palazzo Spinola
- 1878 Suche nach einem geeigneten Schulhaus
- 1888 wirtschaftliche Trennung von Schule und evangelische Kirche
- 1897 endgültige Trennung von Schule und Kirche

- 24. Mai deutsche Gemeinde übernimmt die Schule

- 1. März 1901 Umzug von Via Assarotti zu Via Mameli
- 20. Februar 1904 wird zur „Realschule“
- 22. Juni 1911 Kauf des Gebäudes in Via Caffaro
- 7. Mai 1915 Schule schließt wegen des Ersten Weltkriegs
- Juli 1923 Schule wird wieder eröffnet
- 1943 Umzug nach Chiavari

- zweite Schließung der Schule

- 15. Oktober 1955 Schule wieder eröffnet
- 4. Dezember 1960 „Deutsche Schule im Ausland“
- 1969/70 300 Schüler
- 1975 Möglichkeit der italienische und deutsche Abitur
- 1982/83 Kindergarten in Via Acquarone 4
- September 2001 Umzug in Via Mylius (Istituto Ravasco)

## Struktur und Abschlüsse

### Der Kindergarten
Der Kindergarten befindet sich heute in Via Acquarone 4/1.

### Die Grundschule
Die Grundschule umfasst wie in Deutschland die ersten vier Schuljahre. Die meisten Fächer werden in der Grundschule auf Deutsch unterrichtet.
In der Grundschule arbeitet man mit modernen Unterrichtsmethoden. Deutsch lernen die Kinder in allen Unterrichtssituationen.
Der musikalische Bereich wird zusätzlich in Arbeitsgemeinschaften gefördert, die im Anschluss an den Vormittagsunterricht stattfinden (z. B. Chor und Blockflöte). An jedem Nachmittag findet das freiwillige Nachmittagsprogramm statt. Vorher nehmen die Kinder in der Mensa ein warmes Mittagessen ein.

### Das Gymnasium
Das Gymnasium beginnt mit der Klasse 5 und führt bis Klasse 13 zur deutschen Reifeprüfung und zur italienischen „Maturità“. Alle Prüfungen finden in der Schule selbst statt. Für die heutige Klasse 10 ist aber das G8 in Kraft getreten, deshalb wird ab dieser Klasse das Abitur in der 12. Klasse absolviert.
Die Schule ist seit dem 5. Dezember 1973 von der Bundesrepublik Deutschland gesetzlich als Deutsche Auslandsschule anerkannt, die zur „Reifeprüfung“ führt. Gleichzeitig ist die DS Genua laut Gesetz des italienischen Präsidenten vom 19. Mai 1975 berechtigt, das Zeugnis der italienischen Hochschulreife („Maturità“) zu vergeben. Die Zeugnisse der Reifeprüfung ermöglichen das Studium sowohl an italienischen als auch an deutschen und vielen anderen Universitäten. Die Prüfungen finden in der Schule selbst statt.
Unterrichtssprache ist DEUTSCH und wird von Lehrern deutscher Muttersprache unterrichtet. Gemäß den Anforderung der italienischen Unterrichtsbehörden werden einige Fächer in italienischer Sprache, ebenfalls von muttersprachlichen Lehrern, unterrichtet. Die Deutsche Schule Genua entspricht einem naturwissenschaftlich-sprachlichen Gymnasium. Entsprechend liegt der pädagogische Schwerpunkt der Deutschen Schule Genua in den Bereichen der Sprachen und der Naturwissenschaften.
An der DSG werden insgesamt fünf Sprachen unterrichtet. Neben Deutsch und Italienisch erlernen die Schüler Englisch, Latein und Französisch. Aus dem Bereich der Naturwissenschaften werden Physik, Chemie, Biologie und Informatik erteilt. Zusätzlich zum Italienischunterricht wird mindestens ein weiteres Fach in italienischer Sprache unterrichtet wird, z. B. storia, filosofia oder religione.
Mit der Klasse 10 wird der Realschulabschluss ausgegeben.
Am Ende der Klasse 12 (bzw. Klasse 11 für G8) steht ein obligatorisches Betriebspraktikum in Italien oder im europäischen Ausland auf dem Programm, das von der Schule betreut wird. Eine umfassende Berufsberatung zeigt den Schülern Perspektiven zur Wahl eines geeigneten Studiums auf.
Ab dem Jahr 2015 werden die Schüler die Deutsche Internationale Abiturprüfung absolvieren müssen.

## Schulgebäude

### Die Schulgebäude der DS Genua
Das Gebäude in der Via Mylius 1. Die Grundschule ist im 2. Stock untergebracht; das Gymnasium, die Büros der Schulleitung und das Sekretariat befinden sich im 3. Stock. Die unteren Etagen nutzt das Istituto Ravasco. Das Gebäude des Deutschen Kindergartens in der Via Acquarone 4. Zum Kindergarten, der im Erdgeschoss untergebracht ist, gehört ein Garten mit Palmen und Orangenbäumen.

### Die Geschichte des Schulgebäudes
Am Ende des 19. Jahrhunderts befand sich die Schule in der Via Assarotti 31. Am 31. Oktober 1901 zog sie in die Via Goffredo Mameli 33 um, wo Platz war für eine Bücherei mit 675 Bänden, eine naturkundliche Sammlung (mit einem Gehege für exotische Tiere), einen Speisesaal, einen Turnplatz und einen botanischen Garten. Doch die Schülerzahl stieg nach 1901 außerordentlich an, und so wurde ein erneuter Umzug nötig. Der Schulvorstand beschloss die vorübergehende Anmietung des Palazzo in der Via Caffaro 34B mit der Option auf einen späteren Kauf, falls er sich als geeignet erweisen sollte. Am 1. Oktober 1908 bezog man das Schulhaus, das nun auf Herz und Nieren geprüft wurde, unter anderem von 3 Ärzten und einem Architekten. Am 18. Februar 1909 beschloss der Vorstand, das Gebäude käuflich zu erwerben. Dies war jedoch nicht einfach, da die Deutsche Schule in Italien keine juristische Person darstellte und so den Kaufakt nicht realisieren konnte. So kam es zu einer Vereinbarung mit der Evangelischen Gemeinde, die durch den Königlich Preußischen Oberkirchenrat den Kauf durchführte und das Gebäude dann der Schule überschrieb.

## Unterrichtsmethoden
Im Unterricht der DS Genua werden die Bildungsstandards sowie die jeweils gültigen Lehrpläne umgesetzt. Lehrpläne in Fächern, die in beiden Sprachen unterrichtet werden (z. B. Sachkunde-Scienze), sind entsprechend koordiniert und aufeinander abgestimmt (LB3). Darüber hinaus setzt sich die DS Genua das Ziel, ein verbindliches Methodencurriculum zu entwickeln und umzusetzen (LB4) und den Einsatz von schülerzentrierten Sozialformen zu fördern (LB5).

## Unterrichtssprachen

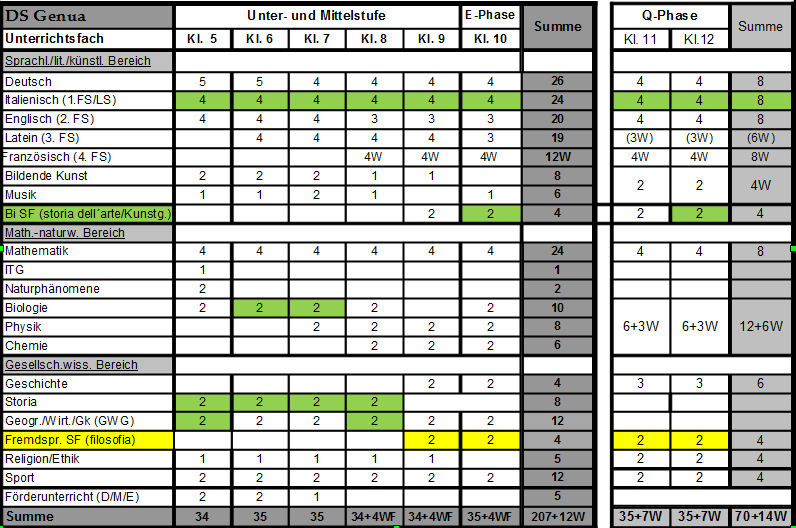
Stundentafel der Deutschen Schule Genua

- Deutsch
- Italienisch
- Englisch ab der 5. Klasse
- Latein ab der 6. Klasse
- Französisch ab der 8. Klasse

## Berufsberatung
Die DS Genua besitzt eine Studien- und Berufsberatung, die Schüler in der Lebens-, Berufs- und Karriereplanung unterstützen soll. Dazu werden u. a. in der zwölften Klasse Praktika vorbereitet und durchgeführt, deren Ergebnisse von Schülern vorgestellt und von Lehrkräften und Berufsberatern bewertet werden.

## Austausch
Die DSG bietet ihren Schülern zwei verschiedene Austausche im Laufe der Schulzeit. In der Klasse 7 wird ein Austausch mit der Partnerschule Albertus Gymnasium aus Launigen gemacht. In der Klasse 10 wird noch ein Austausch mit der Partnerschule Ludwig Meyn aus Uetersen gemacht.

## Statistik

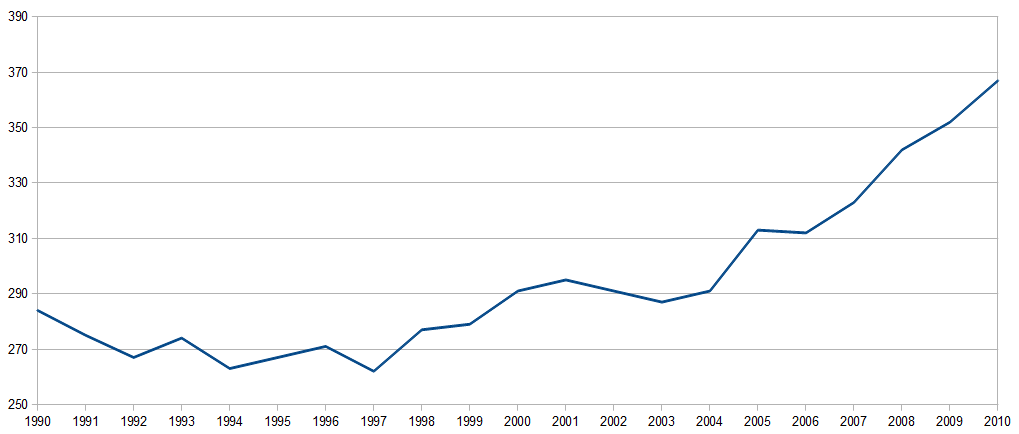
Anzahl der Schüler in den letzten 20 Jahren

Stand Juni 2012

### Lehrkräfte
- Auslandsdienstlehrkräfte: 10
- Programmlehrkräfte: 0
- Deutschsprachige Ortslehrkräfte: 14
- Sonstige Ortslehrkräfte: 12

### Schüler
- Schüler insgesamt: 370
- Deutschsprachige Schüler: 63
- Deutsche Staatsangehörige: 66
- Kinder im Kindergarten: 35